# Złotnica (nakrycie głowy)
Złotnica – kobiece okrycie głowy, czepiec spotykany dawniej na Kaszubach. Jego wygląd był zależny od statusu majątkowego kobiety. Uboższe posiadały czepce białe lub czarne, trochę zamożniejsze miały je wyhaftowane kolorowymi jedwabnymi nićmi, bogate srebrnymi, natomiast szlachcianki oraz bardzo bogate chłopki ozdabiane złotymi nićmi. Stąd wzięła się ich nazwa złotnice lub złotogłowie. Czepce kaszubskie najczęściej szyto z czarnego aksamitu. Główny jego ornament znajdował się na jego denku i posiadał specyficzny wzór. Również technika wyszywania złotymi i srebrnymi nićmi była nieco odmienna, bardziej ozdobnie oraz wypukło. Według tradycji złotnice haftowały głównie zakonnice z Żarnowca i Żukowa, ale istniały również inne źródła ich wytwórczości. Czepce były bardzo drogim elementem stroju kaszubskiego. Obecnie złotnice są wielką rzadkością, są spotykane w kaszubskich zespołach regionalnych.